# Antwerp (villa)
Antwerp es una villa ubicada en el condado de Jefferson en el estado estadounidense de Nueva York. En el año 2000 tenía una población de 716 habitantes y una densidad poblacional de 263.5 personas por km².

## Geografía
Antwerp se encuentra ubicada en las coordenadas 44°12′0″N 75°37′0″O / 44.20000, -75.61667.

## Demografía
Según la Oficina del Censo en 2000 los ingresos medios por hogar en la localidad eran de $33 472, y los ingresos medios por familia eran $40 833. Los hombres tenían unos ingresos medios de $36 042 frente a los $23 542 para las mujeres. La renta per cápita para la localidad era de $12 881. Alrededor del 19.2% de la población estaban por debajo del umbral de pobreza.